# Eva-Maria Buch
Pour les articles homonymes, voir Buch.
Eva-Maria Buch (31 janvier 1921 – 5 août 1944) est une résistante allemande au nazisme membre de l'Orchestre Rouge (Rote Kapelle).

## Biographie
Eva-Maria Buch naît et vit avec ses parents à Charlottenburg, un arrondissement de Berlin, jusqu'au milieu des années 1930. Elle est envoyée au Collège des Ursulines jusqu'à sa fermeture en 1939. Sans obtenir son Abitur, elle participe à un séminaire pour interprètes à l'Université de Berlin. Tout en travaillant dans une librairie entre 1941 et 1942, Buch rencontre Wilhelm Guddorf, avec lequel elle s'implique dans l'Orchestre rouge. À l'automne 1942, Buch tente de cacher Guddorf d'une vague d'arrestations, mais elle est elle-même arrêtée par la Gestapo le 11 octobre. Guddorf est arrêté et condamné à mort peu de temps après.
Buch est inculpée et sa cause est entendue au Reichskriegsgericht (tribunal militaire du Reich) entre les 1er et le 3 février 1943. La principale preuve présentée contre elle est un article sur les ouvriers-esclaves travaillant dans les usines de munitions qu'elle a traduit en français. Pour protéger ses camarades, Buch affirme qu'elle a écrit l'article elle-même. En conséquence, elle est déclarée coupable et condamnée à mort. Ses parents appellent Adolf Hitler à la clémence, mais il refuse leur demande. Buch est guillotinée à la Prison de Plötzensee à Berlin, le 5 août 1943. Elle a 22 ans.

## Commémorations
- Une pierre commémorative est apposée au 6 Unter den Linden à Berlin ainsi que près de la Cathédrale Sainte-Edwige.
- En 1993, la bibliothèque de Tempelhof est renommée la Eva-Maria-Buch-Bibliothek[5].